# Dušikasta kislina
Dušikasta ali dušikova (III) kislina je šibka enoprotonska kislina z molekulsko formulo HNO2 in molsko maso 47.0134 g/mol. Obstojna je le v obliki raztopine in soli (nitritov). Konstanta disociacije (pKa) znaša 3,40. Je šibkejša od dušikove (V) kisline.
Dušikasta kislina se uporablja kot reagent za pripravo diazidov iz aminov.

## Priprava
Dušikasto kislino lahko pripravimo z dodatkom poljubne anorganske kisline k natrijevem nitritu.

## Razpad
Dušikasta kislina v raztopini hitro razpade po dveh možnih poteh:
- na dušikov dioksid, dušikov oksid in vodo:

2HNO2 → NO2 + NO + H2O
- na dušikov oksid, dušikovo (V) kislino in vodo:

4HNO2 → 2HNO3 + N2O + H2O